# Culladia evae
Culladia evae là một loài bướm đêm trong họ Crambidae.